# Судзунами (1943)
Судзунами (яп. 涼波, «Разрушительная волна») — японский эсминец типа Югумо. Был построен и спущен на воду 12 марта 1943 года, введён в эксплуатацию 27 июля 1943 года.

## Характеристики
Экипаж судна насчитывал 225 офицеров и рядовых. Габаритные размеры составляли 117 м в длину 10,8 м в ширину и 3,76 м в осадке. Стандартное водоизмещение корабля было 2 077 тонн, а полное — 2 520 тонн. Судзунами был оснащён двумя редукторными паровыми турбинами «Кампон» (каждая из которых приводила в движение один гребной вал) и тремя водотрубными котлами того же производителя. Турбины были рассчитаны на общую мощность в 52 000 л. с. (39 000 кВт) при расчетной скорости в 35 узлов (65 км/ч).
Основное вооружение эсминца состояло из шести 127-мм турелей 3 типа, которые находились в трёх двухорудийных башнях. Орудия могли вести стрельбу под углом 75 градусов, однако их скорострельность и неповоротливость фактически делала их бесполезными в качестве противовоздушных орудий. Помимо шести вышеперечисленных турелей в вооружении судна насчитывались: четыре 25-мм зенитных орудий 96 типа, восемь 600-мм торпед 93 типа, а также 36 глубинных бомб (два метателя с 18 бомбами в каждом).

## Гибель судна
Судзунами был потоплен американской авиацией 11 ноября 1943 года в гавани Рабаул, Новая Британия. Корабль получил прямое попадание бомбы и затонул. В результате взрыва погибло 148 членов экипажа, включая капитана.